# Gozinto-Verfahren
Das Gozinto-Verfahren ist eine deterministische, programmorientierte Materialbedarfsermittlungsmethode, welche in der Praxis üblicherweise in der Materialdispositionsabteilung in produzierenden Unternehmen zur Anwendung kommt. Das Gozinto-Verfahren kann insbesondere dann in den Blickpunkt des Interesses rücken, wenn Baugruppen aus vielen Einzelteilen, Komponenten oder Sub-Baugruppen vorkommen, die in Fertigung und/oder Montage eines Produktionsbetriebs zur Weiterverarbeitung zusammengebracht werden sollen, sprich, Bestandteil eines komplexeren Industrieprodukts werden sollen.
Grundlage des Gozinto-Verfahrens ist der Gozintograph als alternative Darstellung einer Erzeugnisgliederung. Dabei sind in dessen graphischer Darstellung die Knoten des Gozintographen als Teile oder Baugruppe anzusehen; und die Verbindungspfeile zeigen den jeweiligen Bedarf an. Das Wort Gozinto nimmt Bezug auf umgangssprachliches Englisch, soll als Assoziationsstütze wirken und steht für „goes into“, was soviel bedeutet wie „geht ein in“.
Es werden mathematische Methoden zur Bedarfsermittlung eingesetzt. Außerdem ist die Bedarfsermittlung mit Hilfe der Matrizenrechnung möglich. Es wird zwischen der Direktbedarfsmatrix (Baukastenmatrix) und der Gesamtbedarfsmatrix (Mengenübersichtsmatrix) unterschieden. Die Direktbedarfsmatrix gibt an, welche Mengen von Einzelteilen und Baugruppen direkt in eine übergeordnete Einheit eingehen. Die Gesamtbedarfsmatrix gibt nur den Bedarf an, der für die höchste Stufe anfällt, beispielsweise das Fertigerzeugnis.
Bei der synthetischen Bedarfsermittlung ist die Grundlage der Teileverwendungsnachweis. Es wird nicht vom Erzeugnis ausgegangen, sondern von den einzelnen Teilen, deren Verwendung festgestellt und deren Bedarf ermittelt wird. Zur Bedarfsermittlung wird dieses Verfahren selten eingesetzt. Kommt es aber zu Versorgungsproblemen mit bestimmten Teilen, wird schnell die Frage laut, welche Erzeugnisse davon betroffen sind. Dann besteht die Möglichkeit, gezielt und sinnvoll auf die entstehenden Probleme zu reagieren.